# Дядинюк Василь Андрійович
Васи́ль Андрі́йович Дядиню́к (нар. 1 січня 1900, с. Лучинець, Мурованокуриловецький район, Вінницька область — 21 січня 1944, Відень) — український художник, майстер сакрального мистецтва, графік, педагог. Працював у дусі українсько-візантійського стилю. Виставлявся у Львові, Парижі, Варшаві.

## Біографія

### Ранні роки
Народився в селі Лучинець Могилівського повіту Подільської губернії у багатодітній родині будівельника храмових споруд. Дід і батько майбутнього художника займалися будівництвом храмів (відомо, що тільки батько — Андрій Дядинюк побудував 7 церков), іконописом, різьбленням і позолотою іконостасів. У сім'ї було семеро синів та дочок, серед яких Василь був наймолодшим. У батька Василь і брав найперші уроки малювання. Ще хлопчиком, допомагаючи батькові, він перейняв деякі навички різьблений роботи, що потім допомогло Василю в студентські роки.

### Воєнні часи
Навчаючись у старших класах гімназії, вступив до лав армії УНР. Дослужився до звання поручника і заслужив дві бойові медалі. Але в листопаді 1920 після того як армія УНР відступила за Збруч опинився в таборі для інтернованих українських вояків у місті Каліш.
У таборі Василь познайомився і потоваришував із земляком, сином парафіяльного священика, а в майбутньому відомим поетом, мистецтвознавцем і геральдистом Миколою Битинським (псевдонім Микола Оверкович), який займався в таборі культурно-освітньою роботою серед солдатів. Творча співпраця Битинського з Дядинюком тривала до самої смерті останнього.

### Інтерес до живопису і перше навчання живопису
Після звільнення з табору і демобілізації Василь, маючи деяку художню підготовку, отриману від батька в дитинстві, виявив інтерес до живопису. Оселившись у Львові, заробляв на життя різьбленням, малюванням портретів, натюрмортів і копій із творів інших художників. Біографи митця пишуть, що навіть виконав на замовлення копію з картини Іллі Рєпіна «Запорожці пишуть листа турецькому султану».
У Львові почав навчатися живопису професійно. У 1925 вступив до мистецької школи Олекси Новаківського, де провчився два роки. У школі був вільним слухачем, бо вже в ті роки отримував багато замовлень на різьблені роботи, якими займався, заробляючи на життя. Улітку разом із однокурсниками виїжджав на пленер у гуцульське село Космач.
У 1926 взяв участь у великій виставці учнів школи Новаківського в Академічному Домі у Львові, де показав 36 своїх робіт: картини, етюди, малюнки. Восени того ж року провів свою першу персональну виставку в Коломиї (до речі, з цим містом згодом були пов'язані останні роки життя художника).

### Творчі відрядження і навчання у Європі
Навчаючись у Новаківського, за дорученням митрополита Андрея Шептицького, виїхав у творче відрядження у Вільно та на Волинь, де намалював копії портретів українських церковних ієрархів XVII—XVIII століть, які там зберігалися (зокрема, у монастирі Отців Василіян у Вільнюсі). Шептицький високо оцінив талант молодого художника, і після закінчення Школи Новаківського (1927) Василь отримав митрополичу стипендію і виїхав до Західної Європи, зокрема, відвідав Рим і Флоренцію. В італійських музеях копіював шедеври Ренесансу — твори Фра Анджеліко, Леонардо да Вінчі, Боттічеллі, Рубенса і Рембрандта.
Повернувшись на початку 1928 року з Італії, Дядинюк налагодив добрі стосунки з художником Петром Холодним (старшим) і став відвідувати його майстерню, щоби освоїти основи монументального живопису і техніку малювання темперою. Зокрема, Дядинюк освоїв у майстерні П.Холодного стиль і техніку поліхромності та іконографії.
Влітку 1928 допомагав П.Холодному-старшому виконати темперні розписи в каплиці Львівської духовної семінарії. Освоївши стилізацію візантійської іконографії, згодом митець створив монументальні розписи багатьох церков. Також займався книжковою графікою, як маляр спеціалізувався на портретах.
Восени 1928 Шептицький знову своїм коштом відрядив на стажування трьох найкращих учнів Школи Новаківського, серед них Дядинюка.
1 жовтня 1928 Дядинюк (уже самостійно) виїхав на один рік для навчання у Франції (причому, водночас у художній академії та консерваторії). Додому художник писав: «Вже отримав і гроші, і благословення на поїздку. Ця подія викликала у мене багато радості, але доведеться багато працювати з музики, щоб добре здати іспит». Дорогою до Парижа митець відвідав Німеччину й Австрію, де виконав кілька копій картин у залах Дрезденської галереї та Музею красних мистецтв Відня.
Перед поїздкою в Париж Дядинюк отримав від митрополита Андрея пропозицію організувати школу релігійного живопису при монастирі студитів. Василь мав намір влаштувати у художньо-ремісничу школу своїх братів Петра й Івана, про що писав у листах до них.
Вивчаючи живопис в Академії Жуліана, потім монументальне мистецтво в Школі мистецтв і художніх ремесел і музику — в Паризькій консерваторії, Дядинюк багато копіював у Луврі, вважаючи цей процес хорошою школою для шліфування техніки. Біографи митця згадують копії з картин Боттічеллі, Тиціана, Рубенса і Веласкеса, виконані у Франції.
У Парижі Дядинюк намагався освоїти деякі тогочасні мистецькі стилі та течії, використовуючи деякі їхні елементи у своїй творчості (наприклад, риси конструктивізму, техніку колажу). Він виставляв свої картини у паризьких художніх галереях і на виставці «Товариства французьких художників» в салоні «Ґран-Пале».

### Повернення додому
Повернувшись із Франції, одружився з Ольгою Козакевич і створив Школу релігійного живопису при монастирі студитів у Львові (був її директором у 1930–1933). Невідомо, чи вдалося художнику влаштувати до школи своїх братів.
1931–1932 — написав один із найвідоміших своїх творів — серію історичних портретів князів і гетьманів України «Володарі України княжих часів» («Володарі України княжої доби»). Портрети виконані в улюблених художником візантійському (князі) та бароковому (гетьмани) стилях з елементами модерну. Пізніше був виданий альбом з такою ж назвою. Велику допомогу в роботі надав Василю його друг геральдист Микола Битинський.

### Останні роки життя
У кінці 1930-х років здоров'я художника похитнулося. Коли 1939 року до Львова увійшли радянські війська, Дядинюк з дружиною і сином Андрієм переїхав до Коломиї. У цей час він часто і тяжко хворів, лікувався у місцевому шпіталі, майже не займався творчістю, відхилив пропозицію міської влади відкрити свою художню школу і навіть не давав приватних уроків.
Наприкінці 1943 року художник з родиною виїхав із Коломиї до Відня.
Помер у Відні 21 січня 1944. Щоправда, в Енциклопедії українознавства (ЕУ-II) як рік смерті Дядинюка вказаний 1945.

## Сім'я
Дружина — колишня однокурсниця по школі Новаківського, художниця Ольга Козакевич, яка народила художнику сина Андрія.